# Snowboard na Zimowych Igrzyskach Olimpijskich 2006 – snowcross kobiet
Snowcross kobiet podczas Zimowych Igrzyskach Olimpijskich 2006 w Turynie został rozegrany 17 lutego. Zawody odbyły się we włoskim ośrodku sportów zimowych, Bardonecchia. Mistrzynią olimpijską w tej konkurencji została Tanja Frieden ze Szwajcarii, srebro wywalczyła Lindsey Jacobellis z USA, a brąz zdobyła Kanadyjka Dominique Maltais.

## Wyniki
| Pozycja | Zawodniczka          | Państwo           | 1 przejazd | Pozycja | 2 przejazd | Pozycja | Najlepszy czas |
| ------- | -------------------- | ----------------- | ---------- | ------- | ---------- | ------- | -------------- |
| 1       | Maëlle Ricker        | Kanada            | 1:28,99    | 1       | 1:27,85    | 1       | 1:27,85        |
| 2       | Dominique Maltais    | Kanada            | 1:33,03    | 13      | 1:29,33    | 2       | 1:29,33        |
| 3       | Lindsey Jacobellis   | Stany Zjednoczone | 1:30,89    | 6       | 1:29,51    | 3       | 1:29,51        |
| 4       | Tanja Frieden        | Szwajcaria        | 1:30,76    | 5       | 1:29,77    | 4       | 1:29,77        |
| 5       | Maria Danielsson     | Szwecja           | 1:30,01    | 2       | 2:06,56    | 21      | 1:30,01        |
| 6       | Isabel Clark Ribeiro | Brazylia          | 1:30,12    | 3       | 1:31,49    | 10      | 1:30,12        |
| 7       | Olivia Nobs          | Szwajcaria        | 1:32,02    | 8       | 1:30,44    | 5       | 1:30,44        |
| 8       | Marie Laissus        | Francja           | 1:30,46    | 4       | 1:30,99    | 8       | 1:30,46        |
| 9       | Déborah Anthonioz    | Francja           | 1:31,22    | 7       | 1:30,89    | 6       | 1:30,89        |
| 10      | Doresia Krings       | Austria           | 1:45,53    | 21      | 1:30,90    | 7       | 1:30,90        |
| 11      | Karine Ruby          | Francja           | 1:42,51    | 20      | 1:31,03    | 9       | 1:31,03        |
| 12      | Zoe Gillings         | Wielka Brytania   | 1:46,71    | 22      | 1:31,93    | 11      | 1:31,93        |
| 13      | Katharina Himmler    | Niemcy            | 1:32,15    | 9       | 1:33,89    | 17      | 1:32,15        |
| 14      | Mellie Francon       | Szwajcaria        | 1:32,31    | 10      | 1:32,30    | 12      | 1:32,30        |
| 15      | Yuka Fujimori        | Japonia           | 1:32,46    | 11      | 1:32,63    | 13      | 1:32,46        |
| 16      | Doris Günther        | Austria           | 1:32,58    | 12      | DNF        |         | 1:32,58        |
| 17      | Erin Simmons         | Kanada            | 1:33,24    | 14      | 1:32,74    | 14      | 1:32,74        |
| 18      | Carmen Ranigler      | Włochy            | DNF        |         | 1:32,91    | 15      | 1:32,91        |
| 19      | Dominique Vallée     | Kanada            | 1:34,76    | 16      | 1:33,57    | 16      | 1:33,57        |
| 20      | Juliane Bray         | Nowa Zelandia     | 1:34,45    | 15      | 1:39,81    | 20      | 1:34,45        |
| 21      | Emily Thomas         | Australia         | 1:37,69    | 19      | 1:34,57    | 18      | 1:34,57        |
| 22      | Aleksandra Żekowa    | Bułgaria          | 1:36,13    | 17      | 1:35,50    | 19      | 1:35,50        |
| 23      | Julie Pomagalski     | Francja           | 1:36,32    | 18      | DSQ        | 23      | 1:36,32        |

### Runda eliminacyjna
Najlepszych 16. zawodniczek awansowało do 1/4 finału. Na tym etapie rywalizowały w czwórkach, dwie najlepsze awansowały do następnego etapu.

#### Ćwierćfinały
| Nr | Zawodniczka       | Pozycja |
| -- | ----------------- | ------- |
| 1  | Maëlle Ricker     | 1       |
| 8  | Marie Laissus     | 2       |
| 9  | Déborah Anthonioz | 3       |
| 16 | Doris Günther     | 4       |

| Nr | Zawodniczka       | Pozycja |
| -- | ----------------- | ------- |
| 4  | Tanja Frieden     | 1       |
| 5  | Maria Danielsson  | 2       |
| 13 | Katharina Himmler | 3       |
| 12 | Zoe Gillings      | 4       |

| Nr | Zawodniczka          | Pozycja |
| -- | -------------------- | ------- |
| 14 | Mellie Francon       | 1       |
| 3  | Lindsey Jacobellis   | 2       |
| 6  | Isabel Clark Ribeiro | 3       |
| 11 | Karine Ruby          | 4       |

| Nr | Zawodniczka       | Pozycja |
| -- | ----------------- | ------- |
| 2  | Dominique Maltais | 1       |
| 15 | Yuka Fujimori     | 2       |
| 7  | Olivia Nobs       | 3       |
| 10 | Doresia Krings    | 4       |

#### Półfinały
| Nr | Zawodniczka      | Pozycja |
| -- | ---------------- | ------- |
| 1  | Maëlle Ricker    | 1       |
| 4  | Tanja Frieden    | 2       |
| 5  | Maria Danielsson | 3       |
| 8  | Marie Laissus    | 4       |

| Nr | Zawodniczka        | Pozycja |
| -- | ------------------ | ------- |
| 3  | Lindsey Jacobellis | 1       |
| 2  | Dominique Maltais  | 2       |
| 14 | Mellie Francon     | 3       |
| 15 | Yuka Fujimori      | 4       |

#### Finały
Cztery półfinalistki, które nie awansowały do finału startowały w małym finale, walcząc o miejsca 5-8. Cztery ostatnie w ćwierćfinałach walczyły o pozycje 13–16, a zawodniczki z trzecich miejsc w swoich biegach walczyły o miejsca 9-13.
Finał
| Nr | Zawodniczka        | Pozycja |
| -- | ------------------ | ------- |
| 4  | Tanja Frieden      |         |
| 3  | Lindsey Jacobellis |         |
| 2  | Dominique Maltais  |         |
| 1  | Maëlle Ricker      | 4       |

Mały finał
| Nr | Zawodniczka      | Pozycja |
| -- | ---------------- | ------- |
| 14 | Mellie Francon   | 5       |
| 5  | Maria Danielsson | 6       |
| 15 | Yuka Fujimori    | 7       |
| 8  | Marie Laissus    | 8       |

Miejsca 9–12
| Nr | Zawodniczka          | Pozycja |
| -- | -------------------- | ------- |
| 6  | Isabel Clark Ribeiro | 9       |
| 9  | Déborah Anthonioz    | 10      |
| 7  | Olivia Nobs          | 11      |
| 13 | Katharina Himmler    | 12      |

Miejsca 13–16
| Nr | Zawodniczka    | Pozycja |
| -- | -------------- | ------- |
| 10 | Doresia Krings | 13      |
| 16 | Doris Günther  | 14      |
| 12 | Zoe Gillings   | 15      |
| 11 | Karine Ruby    | 16      |